# سفر (داستان بلند)
سفر عنوان داستان بلندی به قلم محمود دولت‌آبادی می‌باشد، دولت‌آبادی نگارش این داستان را در سال ۱۳۴۵ انجام داده است. سفر اولین بار در سال ۱۳۴۷ منتشر شد، دولت‌آبادی در سال ۱۳۵۲ این داستان را بازنویسی کرد و توسط انتشارات گلشایی برای بار دوم منتشر شد.
بر اساس این داستان فیلم زمستان است به کارگردانی رفیع پیتز ساخته شده است.